# Вишневский, Григорий Никифорович
Григорий Никифорович Вишневский — советский хозяйственный, государственный и политический деятель, Герой Социалистического Труда.

## Биография
Родился в 1925 году на территории современной Донецкой области. Член КПСС.
С 1946 года — на хозяйственной, общественной и политической работе. В 1946—1985 гг. — колхозник, звеньевой, бригадир колхоза «Октябрь» Марьинского района Донецкой области.
Указом Президиума Верховного Совета СССР от 22 декабря 1977 года присвоено звание Героя Социалистического Труда с вручением ордена Ленина и золотой медали «Серп и Молот».
Умер после 1985 года.

## Награды и звания
- Герой Социалистического Труда (22.12.1977).
- орден Ленина (19.04.1967; 08.12.1973; 22.12.1977)
- орден Октябрьской Революции (08.04.1971)
- орден Трудового Красного Знамени (02.06.1952)